# فرنچ کرال (کالیفرنیا)
فرنچ کُرال (به انگلیسی: French Corral) یک منطقه ثبت‌نشده در شهرستان نوادا، ایالت کالیفرنیا است. نام این مکان در زبان فارسی، به معنای «حصار فرانسوی» می‌باشد. فرنچ کرال در سال ۱۸۴۹ توسط یک مرد فرانسوی، به دور یک محوطه حصار قاطرها ساخته شد، که علت نامگذاری این مکان به «فرنچ کرال» نیز همین بود. این منطقه یکی از اولین کمپ‌های استخراج طلا در زمان تب طلا در کالیفرنیا بود. فرنچ کرال در بازه ۱۸۵۹ تا ۱۹۴۵ (میلادی) دارای یک اداره پست بود.
چند عدد از ساختمان‌های این منطقه، از جمله ساختمان بانک ولز فارگو همچنان در آنجا باقی مانده‌است.

## موقعیت جغرافیایی
با توجه به خیابان‌ها و پیاده‌روها، این منطقه در بین شهرک‌های راف اند ردی و نووت سن خوان واقع شده بود. در نقشه‌های امروزی، فرنچ کرال در گوشه شمال‌غربی شهرستان نوادا، کالیفرنیا واقع شده‌است. در زمان معدن‌خیز بودن، این منطقه جزئی از شهرک بریج پورت بود، که از نظر جمعیت و ثروت در رده سوم شهرستان خود قرار داشت.
فرنچ کرال بخشی از کمربند گرم و حاصلخیزیست که از شهر تا رودخانهٔ بِر (از انشعابهای رودخانه پر) در امتداد جنوب‌غربی نوادا ادامه دارد. با توجه به خاک حاصلخیز این منطقه، ساکنان قدیمی آن در آنجا به پرورش درخت مو و تولید شراب‌های محلی می‌پرداختند. هم‌اکنون، شرایط زمین‌های حاصل‌خیر فرنچ کرال دیگر مانند گذشته‌اش نیست.

## پیدایش
نام فرنچ کرال (به معنای حصار فرانسوی)، توصیفی از مردی فرانسوی، ساکن رودخانه یوبا است که در سال ۱۸۴۹ قفسی از جنس سنگ برای قاطرهایش ساخت که بعداً تبدیل به این مکان شد. کمی بعد یک اداره پست در این مکان تأسیس شد، ساختمان این اداره در اصل یک خیمه پارچه‌ای بود که به یک ساختمان چوبی ارتقا یافته بود. این شهر برای اولین بار در سال ۱۸۵۱ با نام "Frenchmans Couill" (به فارسی: حصار مرد فرانسوی) در نقشه "Milleson & Adams" ثبت شد. در سال ۱۸۵۷ با نام "French Corral" (به فارسی: حصار فرانسوی) در نقشه "Goddard's map" ثبت شد. بارها مردم این منطقه سعی کردند نام این شهر با به "کارولتون" تغییر دهند، اما این اتفاق هیچ وقت نیفتاد و نام این شهر "فرنچ کرال" باقی ماند.
معادن این منطقه و کشاورزی در آن موجب رونق این منطقه شد. تا اواخر دهه ۱۸۵۰ (میلادی) این منطقه در میان شهرستان‌های طلاخیر، همچون گرس ولی و نوادا سیتی مهم به حساب می‌آمد.

## تاریخ
این منطقه برای چند دهه رونق داشت، در اوایل دهه ۱۸۵۰ (میلادی) جمعیت این مکان حدود ۳۰۰–۴۰۰ نفر بود. در سال ۱۸۵۲ یک اداره پست تأسیس شد و در سال ۱۸۵۹ یک ایستگاه پست با اسب در شهر نووت سن خوان افتتاح شد. با پشتوانهٔ درآمدی که از راه استخراج معدن داشت، تا دهه ۱۸۸۰ دو هتل، یک فروشگاه، یک سالن، یک نانوایی، چهار آهنگری، دو نجاری، یک مطب پزشک و تعداد زیادی خانه در فرنچ کرال به راه افتاد.
در اواسط ۱۸۵۳ این شهر تقریباً دارای ۷۰ خانه بود، متأسفانه در زمان کوتاهی آتش ۵۰ عدد از آنها را نابود کرد به توری که ساکنان آنجا روزانه مشغول به بازسازی این منطقه بودند.
از آغاز سال ۱۸۵۵ مردان این منطقه به‌طور مداوم در انتخابات‌های کشوری و ایالتی شرکت می‌کردند. در طول جنگ داخلی، این شهر ۳۰۰ دلار به «صندوق بهداشتی» ارتش کمک کرده‌است.
این شهر تاحد زیادی توسط اشخاص فرانسوی یا با ریشه فرانسوی تأسیس شد. فرنچ کرال کم‌کم به یکی از بزرگ‌ترین مناطق کشت انگور در شهرستان نوادا بدل شد. بسیاری از شهروندان این شهر ارتباط خود را با کشور زادگاه خود حفظ کردند، به عنوان مثال در سال ۱۸۷۰ این شهر ۱۹۲ دلار را برای قربانیان فرانسوی جنگ فرانسه و پروس جمع‌آوری، و به آنان اهدا کرد.
از آنجا که در زمین‌های اطراف معادن این منطقه، مردمان چینی‌تبار زندگی می‌کردند، در سال ۱۸۶۷، ساکنان فرنچ کرال این مردمان را از خانه‌هایشان بیرون کشیدند و خانه‌هایشان را آتش زندند. اکثر عوامل این واقعه هیچ وقت محاکمه نشدند.

## جغرافیا
فرنچ کرال در موقعیت ۳۹°۱۸′۲۲″ شمالی ۱۲۱°۰۹′۳۷″ غربی / ۳۹٫۳۰۶۱۱°شمالی ۱۲۱٫۱۶۰۲۸°غربی واقع شده و در ارتفاع ۴۶۷ متری از سطح دریا قرار دارد.

### اقلیم
به گفته سامانه طبقه‌بندی اقلیمی کوپن، این منطقه دارای اقلیم مدیترانه‌ای است.

## جمعیت
در سال ۱۸۸۰، جمعیت فرنچ کرال ۵۲۷ نفر بود.